# Phidippus asotus
Phidippus asotus är en spindelart som beskrevs av Chamberlin, Ivie 1933. Phidippus asotus ingår i släktet Phidippus och familjen hoppspindlar. Inga underarter finns listade i Catalogue of Life.